# Emir Faccioli
Emir Faccioli (Margarita, 5 agosto 1989) è un calciatore argentino, difensore dell'Atlético Vinotinto.

## Carriera
Inizia la carriera nel Lanús con cui gioca nella massima serie del campionato argentino e in Coppa Libertadores. Nel 2010 si trasferisce in prestito alla squadra italiana del Frosinone, in Serie B, e a gennaio, dopo 2 partite, torna in Argentina per giocare con il Godoy Cruz, in massima serie e nella Coppa Sudamericana. Successivamente gioca ancora in massima serie con Olimpo e Colón (SF).